# David Resnick
Pour les articles homonymes, voir Resnick.
David Resnick, né le 5 août  1924 à Rio de Janeiro et mort le 4 novembre  2012, est un  architecte israélien d'origine brésilienne.
Né à Rio de Janeiro, Resnick  travaille comme étudiant en architecture d'Oscar Niemeyer. En 1949, il émigre en Israël avec sa femme et devient  là un des architectes modernistes les plus renommés.
En 1964, il reçoit le prix Rechter  et en 1995 le Prix Israël en architecture. En 2006, Resnick est nommé membre honoraire de l'American Institute of Architects.

## Réalisations
- 1957 : Synagogue  Rabbi Dr I. Goldstein, Jérusalem (avec Heinz Rau)
- 1958 : Van Leer Jerusalem Institute, Jérusalem
- 1958 : Campus de l'Université hébraïque de Jérusalem au Mont Scopus
- Hyatt Regency Hotel, Jérusalem
- 1966 : Jad Kennedy

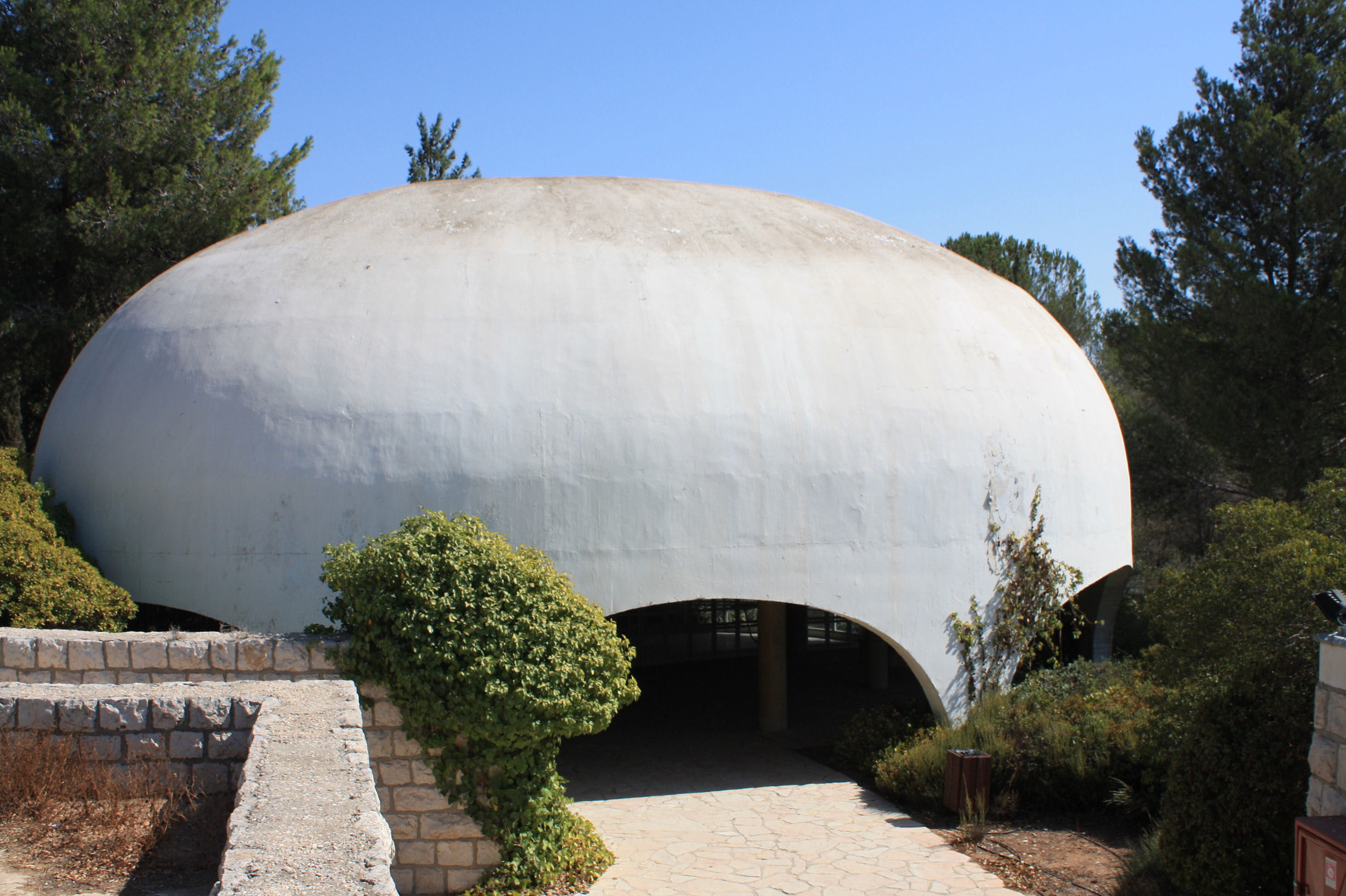
Synagogue Rabbi Dr I. Goldstein
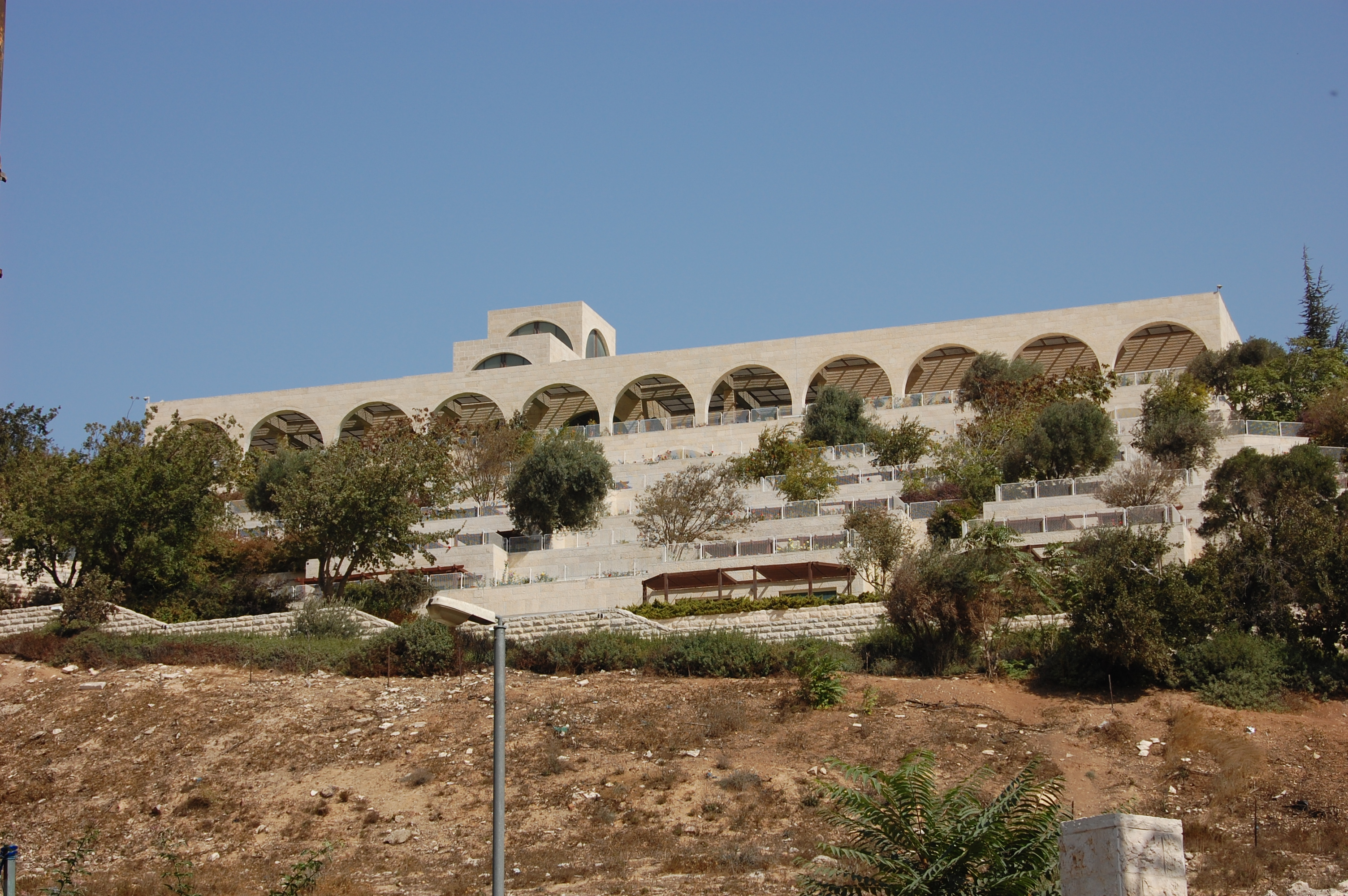
Brigham Young University Jerusalem Center, Israël
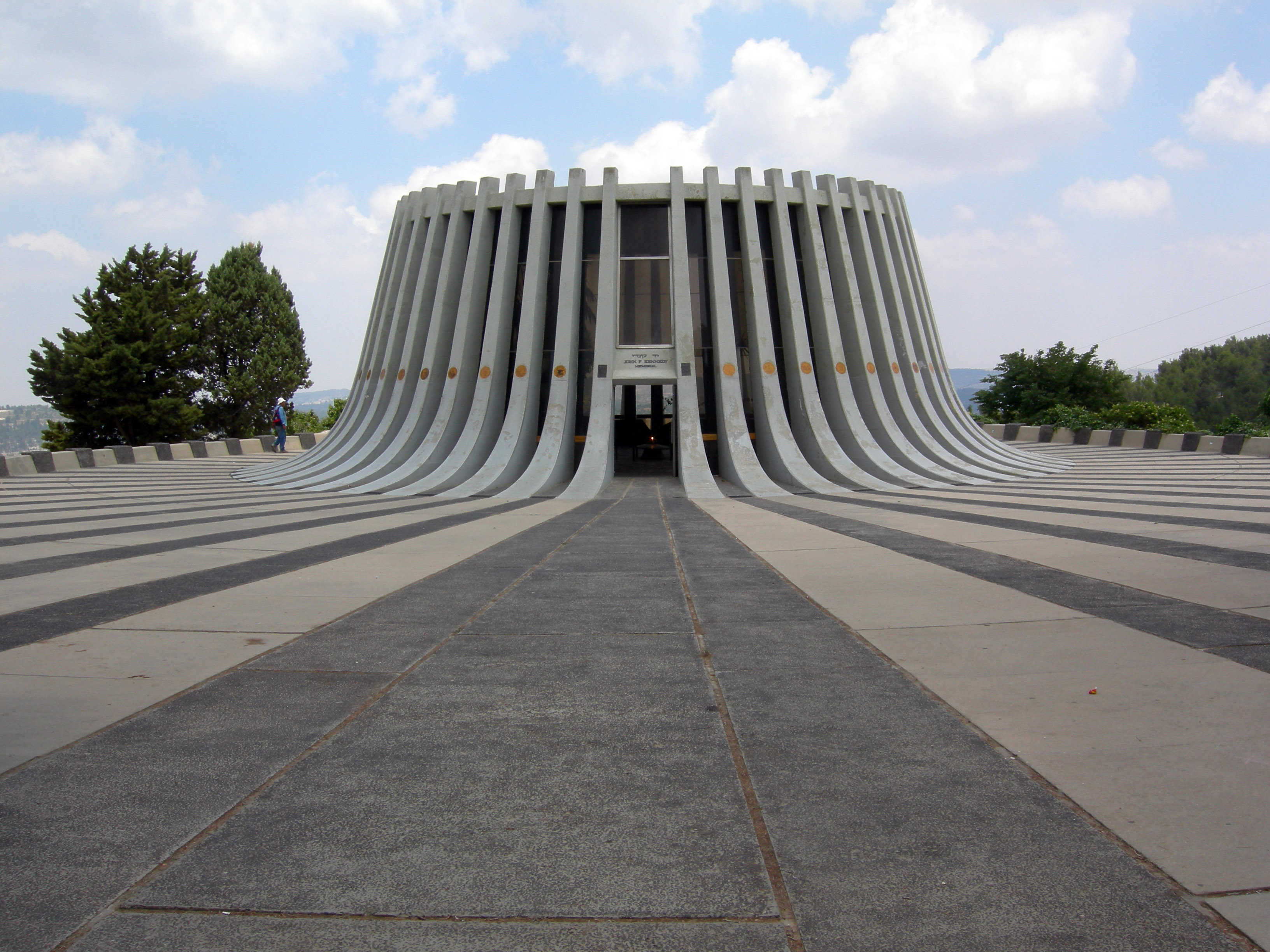
Yad Kennedy (Mémorial John F. Kennedy), Israël
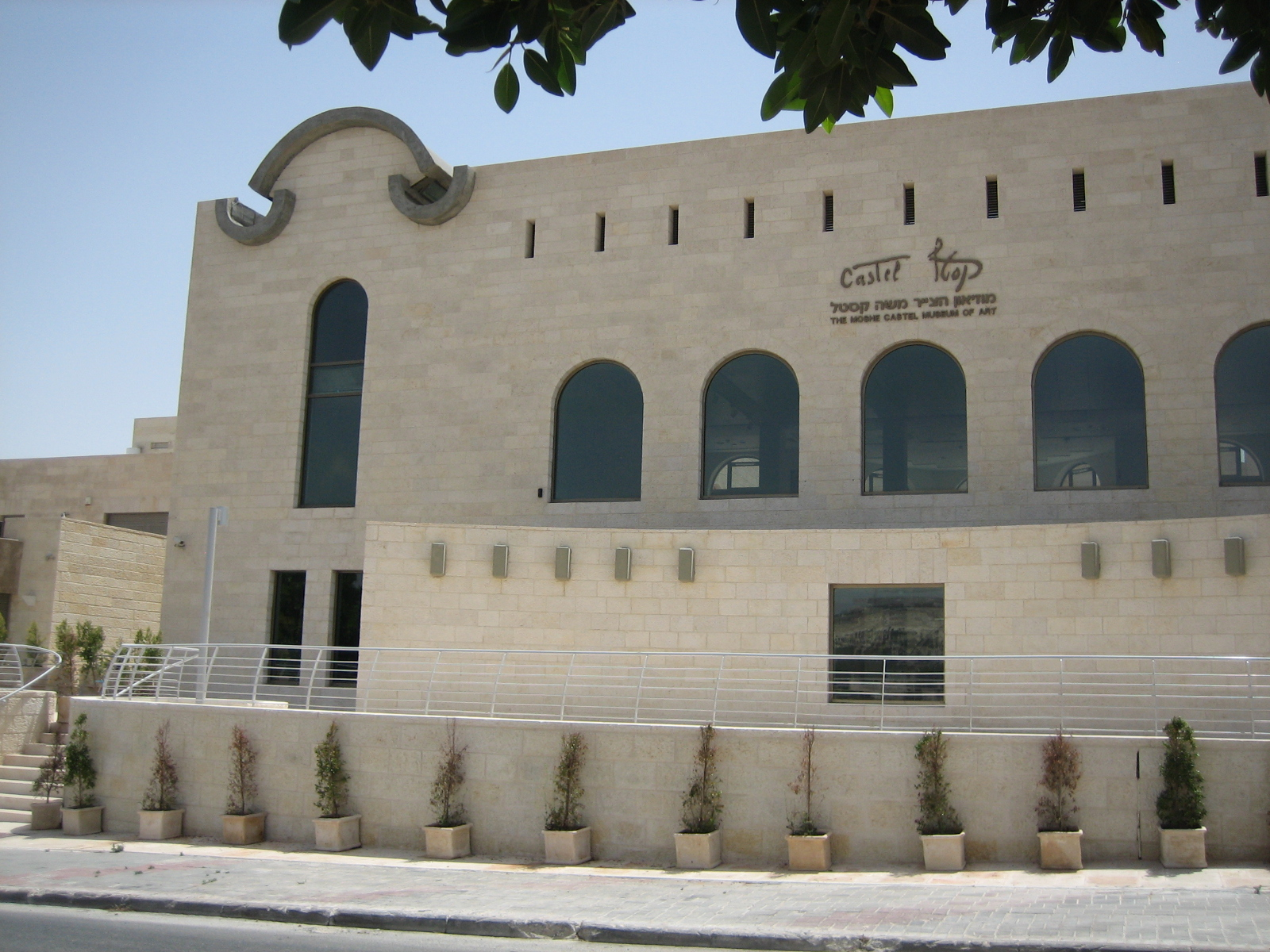
Musée Moshe Kastel,  Ma'aleh Adumim